# Nazionale di atletica leggera del Suriname
La nazionale di atletica leggera del Suriname è la rappresentativa del Suriname nelle competizioni internazionali di atletica leggera riservate alle selezioni nazionali.

## Bilancio nelle competizioni internazionali
La nazionale surinamese di atletica leggera vanta 12 partecipazioni ai Giochi olimpici estivi su 29 edizioni disputate, non avendo conquistato nessuna medaglia.
Ai Mondiali di atletica il Suriname può invece vantare 2 medaglie, entrambe vinte da Letitia Vriesde negli 800 metri piani, per la precisione un argento conquistato a Göteborg 1995 e un bronzo a Edmonton 2001.
Letitia Vriesde, grazie al bronzo ottenuto a Barcellona 1995, è anche l'unica atleta surinamese capace di vincere una medaglia ai Mondiali indoor.